# 1647 Menelaus
1647 Menelaus este o planetă minoră (asteroid), cu un diametru de 42,716 km, din Asteroid troian al lui Jupiter. A fost descoperită pe 23 iunie 1957 la Observatorul Mont Wilson de Seth Barnes Nicholson și a fost numită după Menelau. 
Obiectul prezintă o orbită caracterizată de o semiaxă mare de 5,211919 UAi, o excentricitate de 0,023, o înclinație de 5,644 ° în raport cu ecliptica.